# 市民中心站 (杭州市)
市民中心站是杭州地铁4号线和杭州地铁7号线的一个站点，位于中华人民共和国浙江省杭州市上城区四季青街道钱江新城富春路市民中心。4号线车站於2007年开建。为杭州地铁4号线与7号线的换乘站。4号线于2015年2月2日开放，7号线于2021年9月17日开放。

## 车站结构
市民中心站位于解放东路富春路口，4号线车站主体位于富春路下穿市民中心箱涵和新塘河之间。车站总长346.45m，宽度22.9~26.8m，其中6m宽度位于新塘河床下。在站台东北侧设有一股逆岔单渡线。7号线车站主体位于解放东路上，与4号线成L字站厅换乘。为地下四层岛式车站，顶板覆土约3.4m；车站主体基坑长度297m、标准段外包宽度21.7m，在站台东侧设有一道逆岔单渡线。

### 楼层分布
| 1层  | 地面               | 出入口                                                         |  |  |
| -1层 |                    | A2、D2、J、K、L、M2出入口 市民中心地下环街、砂之船国际生活广场 |  |  |
| -2层 | 站厅               | 自动售票机、客服中心、商业街                                   |  |  |
| -3层 |                    | █ 4号线 往浦沿（城星路）                                       |  |  |
|      | 岛式站台，左侧开门 |                                                                |  |  |
|      |                    | █ 4号线 往池华街（江锦路）                                     |  |  |
| -4层 |                    | █ 7号线 往吴山广场（观音塘）                                   |  |  |
|      | 岛式站台，左侧开门 |                                                                |  |  |
|      |                    | █ 7号线 往江东二路（奥体中心）                                 |  |  |

### 站厅
市民中心站站厅位于地下二层，票务服务、自动售票机以及安检进站在该层完成。站厅设有两面艺术墙，均由杭州市雕塑院完成。一副名为《春华秋实》，由金属制成的树干及树枝立于石材背景之前，寓意杭州地铁网络四通八达，也有祝福社会繁荣昌盛的寓意；另一幅名为《欢乐颂》，由杭州市雕塑院院长林岗制作，是其作品集“大音希声”中的一个作品。作品取地铁站附近的杭州大剧院之特点，通过浮雕和圆雕结合的方式，描绘了载歌载舞的场景。除此之外，站厅天花板上设有一片长60米，由LED灯构成的蔚蓝星空。，7号线站厅部分除延续4号线吊顶的星空设计理念外，还新增了波浪形镶边及平行四边形蓝白色灯格。

### 站台
市民中心站4/7号线均为地下岛式站台
- 4号线站台位于地下三层，可乘坐4号线前往沿途各站。与站厅一样，站台层的吊顶亦设有长40米，由LED灯组成的星空图。星空图由一家深圳的装修公司提出，以车站所在的钱江新城“日月同辉[註 1]但缺少星空元素”为灵感，通过星星勾勒出钱江一桥、六和塔、市民中心、奥体中心等杭州地标建筑以及城市天际线为原型的“星座”，寓意杭州发展欣欣向荣[4]。
- 7号线站台位于地下四层，站台层无特殊装饰。2022年4月1日前，列车采用站前折返方式，通过站台东南侧的单渡线直接进入往江东二路方向站台；2022年4月1日后，列车不再经过单渡线，直接进入吴山广场方向站台。

- 4号线站台
- 7号线站台
- 4号线站台上的换乘通道
- 换乘大厅
- 大字壁

## 出入口
市民中心站共有19个出入口，是杭州地铁出入口最多的车站之一。由4号线站厅通往H口夹层的通道被称作H2口，由7号线站厅通往H口夹层的通道被称作H1口。
| 编号                        | 指示                    | 建议前往的目的地                                                 | 图片 |
| --------------------------- | ----------------------- | ---------------------------------------------------------------- | ---- |
| A1                          | 市民中心（南广场）      | 富春路、新业路 城市规划展览馆、来福士、中国人寿大厦              |      |
| A2                          | 市民中心（地下南街）    | 市民之家                                                         |      |
| B                           | 富春路东侧              | 新业路                                                           |      |
| C                           | 富春路东侧              |                                                                  |      |
| D1                          | 市民中心（南广场）      | 富春路                                                           |      |
| D2                          | 市民中心（地下南街）    |                                                                  |      |
| E                           | 富春路东侧              | 解放东路                                                         |      |
| F                           | 富春路西侧              | 解放东路                                                         |      |
| G                           | 解放东路南侧            | 市民街、富春路 高德置地广场、利有商务大厦、中国太平金融大厦      |      |
| H                           | 解放东路南侧 富春路东侧 | 公园路 财富•金融中心                                             |      |
| J                           | 砂之船国际生活广场      | 波浪文化城、杭州国际会议中心、杭州洲际酒店、城市阳台             |      |
| K                           | 砂之船国际生活广场      | 波浪文化城、杭州国际会议中心、杭州洲际酒店、杭州大剧院、城市阳台 |      |
| L                           | 砂之船国际生活广场      | 波浪文化城、杭州大剧院、城市阳台                                 |      |
| M1                          | 解放东路北侧            | 杭州国际会议中心、杭州洲际酒店、波浪文化城、城市阳台             |      |
| M2                          | 砂之船国际生活广场      | 波浪文化城                                                       |      |
| N1                          | 解放东路南侧            | 公园路 凯迪银座、泛海国际中心                                    |      |
| N2                          | 解放东路北侧            | 杭州国际会议中心、杭州洲际酒店、波浪文化城、城市阳台             |      |
| N3aN3b                      | 解放东路南侧            | 五星路 中国移动、中信银行、泛海国际中心                          |      |
| 註： 设有电梯 \| 设有商业区 |                         |                                                                  |      |

## 接驳交通
- 杭州公交

A口：新业路市民中心
F、G口：市民中心
G、H口：市民中心·森林公园
N1口：公园路
- 杭州公共自行车

## 历史
- 2007年初，4号线车站开工。
- 2007年7月6日，4号线车站基坑开挖。
- 2008年3月28日，4号线部分主体完工。
- 2014年11月3日，4、7号线换乘通道开工[6]
- 2015年2月2日，4号线车站开放。
- 2018年6月26日，7号线车站开工。[7]
- 2021年9月17日，7号线车站开放。

## 事故
2014年7月31日上午，江锦路站至市民中心站区间右线盾构机进洞时，工作人员现场发现洞门左上方出现渗漏水，新塘河河水水位增高。上午11时，新塘河围堰内的积水突然消失，进入市民中心站，随之围堰倒塌，河水迅速灌入地铁车站内，导致市民中心站内积水深度6m，同时将市民中心的P2地下停车场和城星路-钱江路区间淹没。事故未造成人员伤亡。